# 真夜中は別の顔
『真夜中は別の顔』（まよなかはべつのかお、The Other Side of Midnight）は、シドニィ・シェルダンが1973年に発表した小説、およびそれを原作とした映画およびテレビドラマ。

## あらすじ
第一次世界大戦が終焉したころ、ノエル・パージュはフランス・マルセイユに生まれた。家庭は貧しかったが、彼女は自分が周囲の誰よりも優れた存在だと信じるように育てられた。幼いころは父を敬愛していたノエルだが、父は金のために彼女の美貌を利用し、無理やり高齢な資産家のオーガスト・ランチョンの愛人にしてしまう。ノエルはランチョンとの性的関係を強いられる中で、むしろ女性である自分の側が男性を支配する力を持っているのだという考えに至る。
ランチョンのもとからパリへと逃れたノエルは、そこで出会ったアメリカ人パイロットのローレンス・ダグラス（ラリー）と恋に落ちる。ラリーはロンドンへ去る際、「3週間後にパリに戻ったら結婚する」という約束をノエルと交わす。しかし約束の日、彼は姿を現さなかった。ショックを受けたノエルは肺炎を患いユダヤ人医師イスラエル・カッツの献身的な看護により命を救われるが、ラリーへの激しい怒りからその体に宿していたラリーの子を自ら堕胎し、人生をかけて彼に復讐をすると誓う。
しばらくして、祖国アメリカに戻ったラリーはかねてから付き合っていたキャサリンという女性と結婚する。しかしキャサリンは、大戦を経たラリーが別人になってしまったかのような違和感を覚えており、2人の関係性には不協和音が生じていた。一方でノエルは大戦期の混沌を利用して、業界の男性を次々に誘惑することで有名映画女優となる。そしてその傍ら、探偵を雇ってラリーとキャサリンの結婚について調査を重ねた。
ノエルは、世界でビジネスを展開するギリシャ人のコンスタンティン・デミリスの気を惹き、愛人としてギリシャにある彼の別荘へと移り住む。戦闘機パイロットだったラリーが大戦終了後は社会生活に馴染めておらず、図抜けた飛行技術ゆえに航空会社での仕事に居心地の悪さを感じていることを知ったノエルは、デミリスを説得してラリーをお抱えのパイロットとして雇わせる。ノエルはついにラリーとの再会を果たすが、彼が自分のことを覚えてすらいないと気づき、雇用主という立場を利用してラリーに辛く当たるようになる。しかしある晩、怒りにかられたラリーがノエルを無理やり犯そうとしたことをきっかけに、ノエルの胸は高鳴り再び愛が燃え上がる。ラリーは、ノエルとの過去を思い出すことはできなかったが、彼女に離れがたい魅力を感じる。
ノエルは、離婚に応じない妻キャサリンを殺害するラリーをけしかけ、計画を立て始める。ラリーは計画に従って、旅行中にキャサリンを海上の洞窟に置き去りにして溺れさせようと試みるが、途中で人に見つかり洞窟へ引き返して彼女を助ける羽目になる。病院に運ばれたキャサリンは夫に殺されそうだと医者に伝えるが、医者は薬でうわごとを言っているのだと気に留めない。真夜中、キャサリンが目を覚ますと、新たな殺害計画を立てるラリーとノエルの声が耳に届く。キャサリンは降りしきる雷雨の中海まで逃れてボートに乗り込むが、強風で水中へと投げ出されてしまう。
キャサリンの失踪後、医師に言い残した「夫に殺される」という訴えが引き金となり、ラリーとノエルは殺人の罪で裁判を受けることになる。愛人デミリスは、ノエルとラリーの裏切りに放心状態のまま留置場にいるノエルの元を訪ねる。彼はいまだにノエルを愛しており、もしもノエルが今後は自分と一生一緒にいるつもりなら裁判所に保釈金を支払うと申し出る。裁判の終盤、デミリスが雇った弁護士ナポレオン・コタスはノエルとラリーに、コタスが裁判所と取引をしたことを伝える。その取引とは、「二人がキャサリン殺害を認めるなら、ラリーはアメリカに送還され短期間の刑に服すことになるが、その後は二人で暮らすことができる」というものだった。ノエルとラリーはこの取引に応じ、裁判で罪を認める。しかし、裁判官からの「証拠不十分にもかかわらず罪を告白し殺人を認めたことに対しては敬意を払いたい」という発言で、実はデミリスは裁判所と取引などしていなかったことが判明する。二人に死刑判決が下りるさまを、デミリスは法廷で満足げに傍聴していた。そして数か月後、ノエルとラリーへの刑が執行された。
物語のラスト、デミリスは海辺に立つ女子修道院へ寄付をする。その修道院には、浜辺で発見されたキャサリンと思しき女性が人知れず保護されていた。

## 登場人物
- キャサリン・ダグラス：ラリー・ダグラスの妻。旧姓はアレクサンダー。この作品と明け方の夢の主人公。
- ノエル・パージュ：殺人事件の被告。この作品の主人公の一人。
- コンスタンティン・デミリス：世界で3番目の富豪で権力者。ノエルの愛人。
- ラリー・ダグラス：ノエルと同じ事件の被告。デミリスの私用操縦士。
- ジョージオス・スコウリ：アテネの警察本部長。
- アルマン・ゴティエ：世界的な演出家・映画監督。背が高く痩せている。
- イスラエル・カッツ：ケープタウンで働く世界的な神経外科医。右足を失っている。
- フィリップ・ソレル：フランスの人気映画俳優。
- ウィリアム・フレイザー：アメリカ大統領特別補佐官。愛称はビル。
- オーギュスト・ランション：マルセイユで服屋を経営する足の短い太ったはげ男。
- フレデリック・スタブロス：ラリーの弁護士。若くて貧しい。
- ナポレオン・コタス：ノエルの弁護士。世界一有能。
- ジャック・パージュ：ノエルの父親。マルセイユの魚屋。ずんぐりした男。
- スージー・ロバーツ：キャサリンの大学の同級生。ワシントンD.C.に行く。
- クリスチャン・バルベ：ノエルが雇った背が低く、禿げた私立探偵。
- ハンス・シャイダー：ノエルに思いを寄せる、ナチスドイツの将軍。
- カート・ミューラー：ナチスドイツの秘密国家警察の大佐。30代の禿げたアルビノ。
- カール・イーストマン：ラリーの面接を行ったパンアメリカン航空本社の重役。
- ハル・サコビッツ：パンアメリカン航空の機長。ラリーの上司。
- ポール・メタクサス：デミリスの私用操縦士。ずんぐりしたギリシャ人。
- イアン・ホワイトストン：デミリスの私用操縦士。背が高く痩せたイギリス人。
- ジョージ・パパス：ラリーの友人。45歳位の背が高くほっそりした伯爵。
- マダム・ピリス：アテネの占い師。
- ニコデス医師：キャサリンが診察を受けた、アテネの大きく逞しい医師。

## 日本語訳
- シドニイ・シェルドン『真夜中の向う側』上・下 大庭忠男訳 早川書房〈ハヤカワ・ノヴェルズ〉、1977年。ハヤカワ文庫、1981年。
- シドニィ・シェルダン『真夜中は別の顔』上・下 天馬龍行, 紀泰隆訳 アカデミー出版、1990年。新書判、1992年。天馬龍行超訳、新装版、2007年。

## 映画『真夜中の向う側』
- 日本で1978年3月18日に劇場公開された。2015年にDVD化するにあたり、タイトルは『真夜中は別の顔 』となった。

### キャスト
- ノエル・パージュ：マリー＝フランス・ピジェ
- キャサリン・ダグラス：スーザン・サランドン
- ローレンス・ダグラス（ラリー）：ジョン・ベック
- アルマン・ゴティエ：クリスチャン・マルカン

### スタッフ
- 監督：チャールズ・ジャロット
- 製作：フランク・ヤブランス
- 製作総指揮：ハワード・Ｗ・コッチ・Ｊｒ
- 脚本：ハーマン・ローチャー、ダニエル・タラダッシュ
- 撮影：フレッド・Ｊ・コーネカンプ
- 音楽：ミシェル・ルグラン

## テレビドラマ

### テレビ朝日版
1992年にテレビ朝日の木曜ドラマ枠で放送された。黒木瞳初主演の連続ドラマで放送期間は1992年1月9日から同年3月12日までで全10話。

#### ストーリー（テレビ朝日版）
長年に渡り、大物政治家・資産家などの愛人として生きて来た未来乃絵は、ある時にシンガポールで暴漢から救助された事をきっかけに知り合った邦人、加奈井武彦と交際。初めて愛した男として結婚を夢見るも破綻。数年後、乃絵は加奈井が今井今日子と結婚していた事を知る。加奈井に裏切られたと思い込んだ乃絵は、自分を囲う海藤光太郎を操り、加奈井と周囲に対して経済的・社会的な嫌がらせを展開してゆく。しかし最終回で加奈井が自ら今日子殺しの罪を被り、偽の遺書を書いて自殺した事を知った乃絵は警察に事実を話す決意をする。

#### キャスト（テレビ朝日版）
末来乃絵
演 - 黒木瞳
14歳の頃、父によって権力者に売られる等、少女時代の不遇な経験が元で自分本位・残虐な面が見られ、自分を振った加奈井、そして彼と結婚した今日子を憎悪。海藤を利用し、悪辣な嫌がらせを展開。自身が恩恵を受ける為、海藤と上手くやって欲しいと言って来た父を罵倒した事もある。
加奈井武彦
演 - 岩城滉一
今日子との政略結婚の為、乃絵に別れを告げた事で彼女の怒りを買う。再会した乃絵から嫌がらせを受けつつも、再び心惹かれるようになり、今日子との離婚を画策。少々、女癖に問題がみられる。
加奈井（今井）今日子
演 - 鷲尾いさ子
加奈井の妻。穏やかで芯が強い性格だったが、加奈井との結婚と同時に育ちの良さなどから乃絵の嫉妬に遭い、追い詰められて流産の末に精神を病み、同時に記憶障害を発症。収容された修道院でシスターをしていた時期がある。回復後に対決した乃絵に殺害される。綱島の元恋人から、恋愛の破綻の原因として憎悪されたことがある。
山口玲子
演 - 鈴木早智子
海藤の娘で弁護士。恋人がいたが加奈井に関心を抱き、父の運営する企業の乗っ取りなどを仄めかし接近。妊娠中の今日子に嫉妬し、中絶を強要などの嫌がらせを展開。しかし乃絵の仕向けた刺客から恋人殺し・レイプなどの被害を受ける。そして自分を省みず、乃絵にうつつを抜かしている父への抗議として自殺。
綱島政明
演 - 布施博
今日子に片想いをする男。乃絵に追い詰められる今日子を案じ、恋人と別れ今日子の力になろうとする。
海藤光太郎
演 - 佐藤慶
乃絵の内縁の夫で、絶大な権力を持つ資産家。冷酷な面はあるが、乃絵を深く愛する。しかし加奈井への復讐に利用されてしまう。

#### スタッフ（テレビ朝日版）
- 脚本：竹山洋
- 演出：佐藤健光、辻理　他
- 主題歌：松田博幸「Monochrome Melody」
- 挿入歌：T-BOLAN「JUST ILLUSION」
- 制作：CUC（代表：高橋勝）、テレビ朝日

| テレビ朝日系 木曜21時台・木曜ドラマ | テレビ朝日系 木曜21時台・木曜ドラマ | テレビ朝日系 木曜21時台・木曜ドラマ |
| 前番組                              | 番組名                              | 次番組                              |
| ----------------------------------- | ----------------------------------- | ----------------------------------- |
| 七人の女弁護士II                    | 真夜中は別の顔                      | 女事件記者立花圭子                  |

### NHK版
2002年にNHK総合テレビの夜の連続ドラマ枠で放送された。放送期間は2002年4月1日から同年5月23日までで全32話。よるドラシリーズの中では唯一、週ごと（1週4本）のサブタイトルを付けていなかった。

#### キャスト（NHK版）
- 蓮井ノエル（女優、出水の愛人）：瀬戸朝香[1]
- 倉田竜三（出水の運転手、元パイロット）：吉川晃司
- 倉田香織（竜三の妻、東西ツーリストPR誌編集者）：小雪
- 出水光太郎（ホテル王、デミリスグループのトップ）：細川俊之
- 佐々木尚志（出水の第一秘書）：玉山鉄二
- 出水律子（出水の一人娘）：上野未来
- 大河内肇（デミリスグループ常務）：麿赤児
- 奥平則和（出水家執事）：天本英世
- 須永毅（デミリス号パイロット）：北見敏之
- 猿渡修一（デミリスグループ顧問弁護士）：矢島健一
- 柴田直（東西ツーリストPR誌カメラマン）：黒田アーサー
- 小久保定子（東西ツーリストPR誌編集長）：かとうかずこ
- 塚本博信（東西ツーリスト広報部長）：エド山口
- 村井千津子（ノエルの家政婦）：高畑淳子
- 市岡守（ノエルの父）：津嘉山正種
- 小沼俊一郎（代議士）：磯部勉
- 椎名元治（推理作家）：黒部進
- 有馬平作（私立探偵）：田中要次
- 曽根房彦（俳優）：大澄賢也
- 足利義忠（代議士）：加藤武
- 桃倉修平（出水の裏社会での配下）：牟田悌三
- 栗原薫（デミリス号前任客室乗務員）：西山繭子
- 脇島恭子（デミリス号客室乗務員）：石田裕加里
- 江藤（デミリス号前任パイロット）：宮川一朗太
- 大森うたえもん

#### スタッフ（NHK版）
- 脚本：ジェームス三木
- 演出：松岡孝治、遠藤理史、中村高志
- 音楽：菅野よう子（劇中歌：坂本真綾）
- 主題歌：今井美樹「微笑みのひと」
- 挿入歌：坂本真綾「ダニエル」
- 共同制作：NHKエンタープライズ21
- 制作：NHK

| NHK 連続ドラマ（よるドラ） | NHK 連続ドラマ（よるドラ） | NHK 連続ドラマ（よるドラ） |
| 前番組                     | 番組名                     | 次番組                     |
| -------------------------- | -------------------------- | -------------------------- |
| -                          | 真夜中は別の顔             | 恋セヨ乙女                 |